# Mt. Zion Methodist Church (Somers, New York)
Koordinaten: 41° 18′ 8″ N, 73° 42′ 52″ W

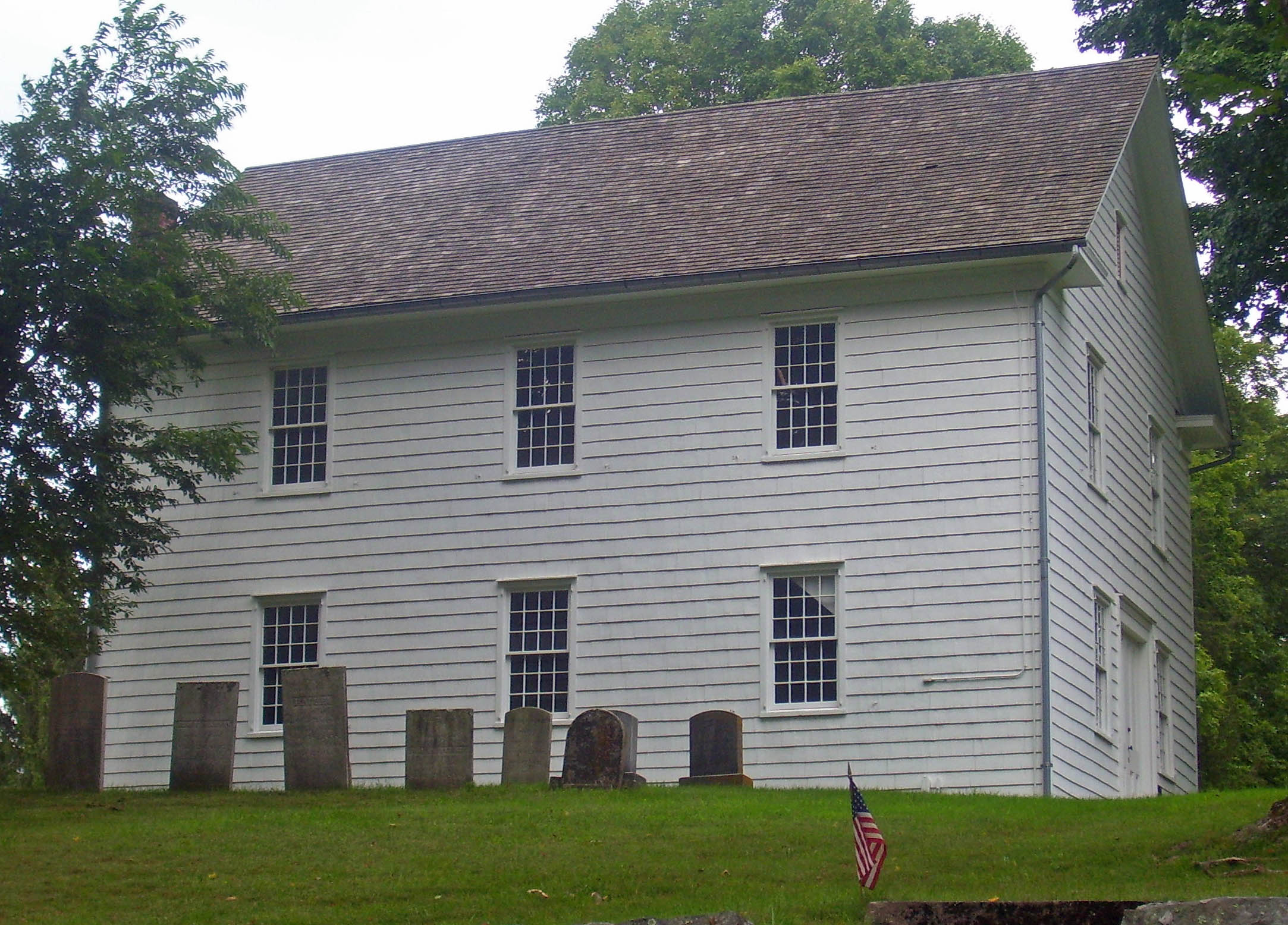
Blick von Südwesten, 2008

Mount Zion Methodist Church ist ein Kirchengebäude an der Primrose Avenue (NY 139) in Somers, New York in den Vereinigten Staaten. Dabei handelt es sich um ein weißes mit Schindeln verkleidetes Bauwerk, das Ende des 18. Jahrhunderts erbaut und um 1860 umfassend erneuert wurde. 1970 wurde das Bauwerk schwer vandaliert.
Es ist das älteste Kirchenbauwerk in Somers und bedeutsam für die Entwicklung der Bischöflichen Methodistenkirche in New York als die dominierende Kirche im Norden des Westchester County während eines langen Zeitraumes seiner Geschichte. Die Gemeinde ist seit Ende des 19. Jahrhunderts nicht mehr in Funktion, und sowohl das Gebäude als auch der zugehörige Friedhof stehen im städtischen Eigentum. 1990 wurde die Kirche in das National Register of Historic Places aufgenommen.

## Anwesen
Das Kirchengebäude steht auf einer 1,4 Acre (rund 2800 Quadratmeter) umfassende Parzelle an der Ostseit der Primrose Avenue, südlich des Reis Park, auf einer kleinen Anhöhe, die es über die Straße anhebt, die an der Stelle Richtung Süden leicht abfällt. Das Bauwerk ist an drei Seiten von einem Friedhof umgeben. Alle Grundstücksgrenzen sind markiert durch Steinmauern.

### Kirchengebäude
Bei der Kirche handelt es sich um ein zweieinhalb Stockwerke umfassenden Fachwerkbau mit Satteldach auf einer leicht freigestellten Gründung. Das etwa 9 auf 12 m große Gebäude ist nicht verziert und weist auch keinen Kirchturm auf; lediglich ein kleiner aus Backsteinen gemauerter Schornstein erhebt sich am nördlichen Ende. Das Dach ist mit Teerpappe verschindelt und hat eine überhängende Dachtraufe, die von einem schlichten Fries und  cornerboard ergänzt wird.
In allen drei Jochen sitzen in beiden Vollstockwerken an Ost- und Westseite jeweils doppelte gehängte Aufschiebefenster mit jeweils zwölf über zwölf Scheiben. An Nord- und Südseite befinden sich nur zwei Fenster in jedem Stockwerk und jeweils eins im Giebelfeld. Der Haupteingang in der Mitte der Südfassade wird durch eine Doppeltüre gebildet, die von einem aufgesetzten Architrav umgeben wird.
Vom Eingang aus führt ein enges Vestibül in die zentrale Halle, von wo aus zwei schmale Treppen hinaufführen zur Galerie. Außerhalb des Vestibüls ist der Fußboden aus Kiefernholz ungestrichen. Die Wände sind im Erdgeschoss mit durch Nut und Feder verbundene Holzbretter vertäfelt, und im ersten Obergeschoss sind die Wände vergipst.
Es gibt drei Reihen von Kirchenbänken im Erdgeschoss, die alle nach vorne gerichtet sind, mit Ausnahme jener Bänke auf beiden Seiten der Kanzel, die zur Mitte zeigen. Die Kanzel selbst ist eine hölzerne Plattform mit einem von Säulen flankierten Lesepult. An der Wand befindet sich ein Sofa aus Mahagoni und Pferdehaaren. Ein hölzernes Kommunionsgeländer mit  Balustern verläuft über die Front und biegt an den Seiten leicht ein. Gusseiserne Heizöfen mit abstehenden Röhren befinden sich am südlichen Ende des Kirchenschiffs.
Die Galerie hat einen Fußboden mit breiten sich überlappenden Kiefernbrettern. Die drei Reihen mit Kirchenbänken sind alle zur Kanzel ausgerichtet. Ein mit Kerosin betriebener Kronleuchter hängt von der Decke.

### Friedhof
Die Gräber auf dem Friedhof liegen alle eng beisammen und sind gut unterhalten. Sie stammen aus der Zeit zwischen 1793 und 1959 und spiegeln die Architekturtrends ihrer jeweiligen Zeit wider. Die ältesten elf Gräber entstanden vor 1816 aus braunem Sandstein und haben Bögen mit flankierenden Finials. Mit Ausnahme einer Urne auf einem der Gräber ist kaum Friedhofskunst  vorhanden.
Grabsteine aus Marmor sind typisch für die Zeit von 1812 bis 1908. Diese kann man in drei Gruppen unterteilen. Dabei weist die größte Gruppe mit Gräbern aus der Zeit von 1812 bis 1929 meist schlichte Steine auf, deren Inschriften in Blockbuchstaben gefertigt sind. In der Zeit von 1819 bis 1863 wurde eine mehr klassizistische Form bevorzugt, mit Urne und Weidenmotiven sowie kursiven Inschriften. Eine kleine Gruppe aus der Zeit des Bürgerkrieges umfasst die am stärksten verzierten Gräber des Friedhofes. Ein Grab eines Unionssoldaten ist mit einer Kanone dekoriert.
Beim größten Teil der Gräber aus dem 20. Jahrhundert hat Granit den Marmor als bevorzugtes Material abgelöst. Viele sind massiv und haben die Form von Pyramiden und Säulen. Es gibt drei Familiengrabanlagen innerhalb des Friedhofes, eines von ihnen ist nur noch durch seine ursprünglichen Zaunpfosten abgeteilt.

## Geschichte
Der Methodismus war in Amerika noch vor der Amerikanischen Revolution angelangt und entwickelte sich während und nach ihr fort. Vor der Gründung von Kirchen reisten die Prediger der Konfession umher und besuchten die Städte, in denen sie Anhänger gewonnen hatten. Diese Bezirke (circuit) wurden schließlich von der Kirche als formale Organisationsstruktur angenommen.
1787 wurde der New Rochelle Circuit auf Weisung von Bischof Francis Asbury formal von Freeborn Garrettson gegründet. Als 1794 die Kirche in Somers gebaut wurde, war sie die erste Kirche in der Stadt überhaupt und das fünfte von sieben methodistischen Kirchengebäuden im New Rochelle Circuit.
Alle diese Bauwerke wurden absichtlich so einfach wie möglich gebaut, um Kosten zu sparen. Außerdem war dies im Einklang mit der Philosophie der Methodisten, als diese sich von England lossagten. Asbury hatte erklärt, dass alle methodistischen Gotteshäuser „schlicht und dezent, aber nicht teurer als absolut unvereinbar“ sein sollen. Viele dieser Kirchengebäude waren einfache weiße Holzrahmenbauten, sowie Mt. Zion in Somers und erinnerten mehr an Häuser oder Scheunen, denn an Kirchen. Lediglich ihre großen Fenster und der Einfluss des Federal Style deuteten auf die Nutzung als Kirche hin. Von den ursprünglich sieben Kirchen des Bezirks haben nur Mt. Zion und die Bethel Chapel im heutigen Croton-on-Hudson den Großteil ihrer ursprünglichen Form und Ausstattung erhalten.
So wie der Methodismus an Zuspruch gewann, so taten es die Kirchen. Die Bezirke wurden neudefiniert, und Mt. Zion wurde 1803 dem Croton Circuit und 1809 dem Cortlandt Circuit. In letzterer Position war die Kirche die Zentralkirche für die umliegenden Gemeinden. Dies dauerte an bis in die 1840er Jahre, als die westlicher gelegenen Kirchen in Shrub Oak und Peekskill ihren eigenen Kirchenbezirk erhielten. 1860 wurde das Kirchengebäude umfassend erneuert, und einige Dekorationen im klassizistischen Stil wurden hinzugefügt. Außerdem wurden die Kanzel und die Galerie hinzugefügt.
Mt. Zions regionaler Einfluss auf die Kirchen in den ländlichen Ortschaften nördlich und östlich von Somers dauerte an bis 1861, als der Kirchenbezirk aufgelöst wurde. Zu jener Zeit wurde die Kirche in Lewisboro eigenständig und Mt. Zion diente nur noch den örtlichen Gläubigen.
Dies und das Wachstum der Ortschaften an der Harlem Valley Railroad (heute die Metro-North Harlem Line) leitete den Niedergang der Kirchengemeinde ein. Sie erlebte in den 1880er Jahren dank einiger engagierter neuer Pastoren zwar eine Renaissance und gewann einige hundert neue Gemeindemitglieder, doch  der Ausbau der Wasserversorgung von New York City im Norden des Westchester Countys beendete diese Erholung, weil Land akquiriert wurde, um Wasserspeicher zu bauen. Deswegen zogen viele der örtlichen Farmer weg, die seit ihren Anfängen den Löwenanteil der Gemeindemitglieder gestellt hatten. Der letzte reguläre Gottesdienst wurde 1897 gehalten.
Das Kirchengebäude kam unter die Obhut der methodistischen Gemeinde im nahegelegenen Katonah, die es Anfang des 20. Jahrhunderts für eine Zeit lang unterhielt und einmal jährlich einen Gottesdienst abhielt. Dies endete 1930, und das Gebäude begann zu verfallen. 1970 wurde es schwer vandalisiert, wobei die ursprüngliche Orgel aus Mahagoni sowie die Baluster um die Kanzel zerstört wurden. Die Fenster wurden eingeworfen.
Drei Jahre später kaufte die Stadt das Gebäude den Methodisten ab, um weitere Zwischenfälle zu verhindern und es als historische Stätte zu erhalten. Sie wird inzwischen von der Somers Historical Society unterhalten.

## Belege
1. 1 2 3 4 5 6 7 8 9 10 11  Robert Kuhn: National Register of Historic Places nomination, Mt. Zion Methodist Church. New York State Office of Parks, Recreation and Historic Preservation, 12. März 1990, archiviert vom Original am 12. Juni 2012; abgerufen am 25. April 2012 (englisch).  Info: Der Archivlink wurde automatisch eingesetzt und noch nicht geprüft. Bitte prüfe Original- und Archivlink gemäß Anleitung und entferne dann diesen Hinweis.
2. ↑  Somers Historical Society Celebrates 50th Anniversary. Somers Historical Society, 2006, abgerufen am 25. April 2012 (englisch).